# 奈良市立二名小学校
奈良市立二名小学校（ならしりつ にみょうしょうがっこう）は、奈良県奈良市にある公立小学校。

## 沿革
- 1973年10月19日 - 創立。

## 交通アクセス
- 近鉄奈良線 富雄駅下車

## 通学区域が隣接している学校
- 奈良市立登美ヶ丘小学校
- 奈良市立鶴舞小学校
- 奈良市立青和小学校
- 奈良市立富雄北小学校
- 奈良市立鳥見小学校
- 生駒市立桜ヶ丘小学校
- 生駒市立生駒台小学校
- 生駒市立あすか野小学校
- 生駒市立真弓小学校